# Della Miles
Della Miles (* Houston, Texas) ist eine Sängerin, Interpretin und Songwriterin.

## Leben und Karriere
Della Miles stammt aus Houston in Texas und wurde in eine musikalische Familie hineingeboren. Ihr Vater, selber ein Jazzpianist, machte sie schon früh mit den Werken von Miles Davis und Ella Fitzgerald vertraut. In jungen Jahren zog Della Miles nach Los Angeles, wo die Musikindustrie auf sie aufmerksam wurde, und sie für die Hauptfigur „Ella“ in dem Michael Jackson Musical „Sisterella“ engagiert wurde.
Della Miles trat während der High School in Clubs in Houston und Umgebung auf, und ein halbherziges Studium des Strafrechts brachte sie schließlich zu der Überzeugung, dass Musik ihre eigentliche Bestimmung sein sollte. Miles konnte sich ihre Engagements aussuchen und entschied sich für eine Verpflichtung als Whitney Houstons Background-Sängerin. Ein erstes Album unter der Regie von Produzent Barry Rosenthal entstand ebenfalls zu jener Zeit, doch die Komplikationen nach Rosenthals überraschendem Tod sorgten dafür, dass Miles Debüt erschien.
Bei einer Präsentation von Mercedes-Benz erregte sie die Aufmerksamkeit von Marius Müller-Westernhagen, der sie vom Zimmer nebenan aus singen hörte und sofort von ihrer Stimme begeistert war. Marius Müller-Westernhagen wollte Della Miles bei seiner anstehenden Tournee auf der Bühne haben – offiziell als Background-Sängerin, aber schon bald als vollwertigen Teil seiner Show. Im Anschluss an die Tournee nahm er sie deshalb für sein Kunstflug-Label unter Vertrag und bot an, die neuen Songs für Miles’ Album zu produzieren. 
Seit 2018 lebt sie in Dalyan, einer Ortschaft an der türkischen Ägäis. Sie singt ebenfalls auf Türkisch.
Im Jahr 2023 nahm sie im Rahmen der Präsidentschaftswahl in der Türkei 2023 gemeinsam mit Kibariye und Yücel Arzen das Lied Dualar, Rüyalar, Umutlar Seninle („Die Gebete, Träume, Hoffnungen sind mit Dir“) auf, das im Stil einer Pop-Hymne gehalten ist. Es wurde einen Tag nach dem ersten Wahlgang am 15. Mai 2023 auf dem YouTube-Kanal der AKP veröffentlicht.

## Diskografie

### Alben
- 2003: Follow Me / The D-Tour
- 2010: Simple Days

### Singles (Auswahl)
- 2001: Uncivilized
- 2001: You (mit Tiefschwarz)
- 2002: Feel Alright (mit DJ Friction)
- 2003: All My Life
- 2005: Missionary Man (mit Haddaway)
- 2009: Heute Nacht (mit Westernhagen)
- 2013: Konuşsana Bir Tanem (mit Genco Arı)
- 2018: Yalan (mit Kent)
- 2023: Dualar, Rüyalar, Umutlar Seninle (mit Kibariye & Yücel Arzen)
- 2023: Dom Dom Kurşunu
- 2023: Al-Quds Bound By a Million Chains (mit Yücel Arzen)